# 1593 год
1593 (ты́сяча пятьсо́т девяно́сто тре́тий) год  по григорианскому календарю — невисокосный год, начинающийся в пятницу. Это 1593 год нашей эры, 3‑й год 10‑го десятилетия XVI века 2‑го тысячелетия, 4‑й год 1590‑х годов. Он закончился 432 года назад.
| Пн | Вт | Ср | Чт | Пт | Сб | Вс |
|    |    |    |    | 1  | 2  | 3  |
| 4  | 5  | 6  | 7  | 8  | 9  | 10 |
| 11 | 12 | 13 | 14 | 15 | 16 | 17 |
| 18 | 19 | 20 | 21 | 22 | 23 | 24 |
| 25 | 26 | 27 | 28 | 29 | 30 | 31 |

| Пн | Вт | Ср | Чт | Пт | Сб | Вс |
| 1  | 2  | 3  | 4  | 5  | 6  | 7  |
| 8  | 9  | 10 | 11 | 12 | 13 | 14 |
| 15 | 16 | 17 | 18 | 19 | 20 | 21 |
| 22 | 23 | 24 | 25 | 26 | 27 | 28 |

| Пн | Вт | Ср | Чт | Пт | Сб | Вс |
| 1  | 2  | 3  | 4  | 5  | 6  | 7  |
| 8  | 9  | 10 | 11 | 12 | 13 | 14 |
| 15 | 16 | 17 | 18 | 19 | 20 | 21 |
| 22 | 23 | 24 | 25 | 26 | 27 | 28 |
| 29 | 30 | 31 |    |    |    |    |

| Пн | Вт | Ср | Чт | Пт | Сб | Вс |
|    |    |    | 1  | 2  | 3  | 4  |
| 5  | 6  | 7  | 8  | 9  | 10 | 11 |
| 12 | 13 | 14 | 15 | 16 | 17 | 18 |
| 19 | 20 | 21 | 22 | 23 | 24 | 25 |
| 26 | 27 | 28 | 29 | 30 |    |    |

| Пн | Вт | Ср | Чт | Пт | Сб | Вс |
|    |    |    |    |    | 1  | 2  |
| 3  | 4  | 5  | 6  | 7  | 8  | 9  |
| 10 | 11 | 12 | 13 | 14 | 15 | 16 |
| 17 | 18 | 19 | 20 | 21 | 22 | 23 |
| 24 | 25 | 26 | 27 | 28 | 29 | 30 |
| 31 |    |    |    |    |    |    |

| Пн | Вт | Ср | Чт | Пт | Сб | Вс |
|    | 1  | 2  | 3  | 4  | 5  | 6  |
| 7  | 8  | 9  | 10 | 11 | 12 | 13 |
| 14 | 15 | 16 | 17 | 18 | 19 | 20 |
| 21 | 22 | 23 | 24 | 25 | 26 | 27 |
| 28 | 29 | 30 |    |    |    |    |

| Пн | Вт | Ср | Чт | Пт | Сб | Вс |
|    |    |    | 1  | 2  | 3  | 4  |
| 5  | 6  | 7  | 8  | 9  | 10 | 11 |
| 12 | 13 | 14 | 15 | 16 | 17 | 18 |
| 19 | 20 | 21 | 22 | 23 | 24 | 25 |
| 26 | 27 | 28 | 29 | 30 | 31 |    |

| Пн | Вт | Ср | Чт | Пт | Сб | Вс |
|    |    |    |    |    |    | 1  |
| 2  | 3  | 4  | 5  | 6  | 7  | 8  |
| 9  | 10 | 11 | 12 | 13 | 14 | 15 |
| 16 | 17 | 18 | 19 | 20 | 21 | 22 |
| 23 | 24 | 25 | 26 | 27 | 28 | 29 |
| 30 | 31 |    |    |    |    |    |

| Пн | Вт | Ср | Чт | Пт | Сб | Вс |
|    |    | 1  | 2  | 3  | 4  | 5  |
| 6  | 7  | 8  | 9  | 10 | 11 | 12 |
| 13 | 14 | 15 | 16 | 17 | 18 | 19 |
| 20 | 21 | 22 | 23 | 24 | 25 | 26 |
| 27 | 28 | 29 | 30 |    |    |    |

| Пн | Вт | Ср | Чт | Пт | Сб | Вс |
|    |    |    |    | 1  | 2  | 3  |
| 4  | 5  | 6  | 7  | 8  | 9  | 10 |
| 11 | 12 | 13 | 14 | 15 | 16 | 17 |
| 18 | 19 | 20 | 21 | 22 | 23 | 24 |
| 25 | 26 | 27 | 28 | 29 | 30 | 31 |

| Пн | Вт | Ср | Чт | Пт | Сб | Вс |
| 1  | 2  | 3  | 4  | 5  | 6  | 7  |
| 8  | 9  | 10 | 11 | 12 | 13 | 14 |
| 15 | 16 | 17 | 18 | 19 | 20 | 21 |
| 22 | 23 | 24 | 25 | 26 | 27 | 28 |
| 29 | 30 |    |    |    |    |    |

| Пн | Вт | Ср | Чт | Пт | Сб | Вс |
|    |    | 1  | 2  | 3  | 4  | 5  |
| 6  | 7  | 8  | 9  | 10 | 11 | 12 |
| 13 | 14 | 15 | 16 | 17 | 18 | 19 |
| 20 | 21 | 22 | 23 | 24 | 25 | 26 |
| 27 | 28 | 29 | 30 | 31 |    |    |

## События
- 1493—1593 — закончилась Столетняя хорватско-османская война. Серия вооружённых конфликтов между Королевством Хорватия и Османской империей[1].
  - 22 июня — битва при Сисаке[1].
- 1507—1622 — Португало-персидская война. Ряд вооружённых конфликтов между колониалистской Португалией и вассальным Ормузом, с одной стороны, и Сефевидской империей, поддерживаемой англичанами, с другой[2].
- 1511—1641 — Малайско-португальская война. Вооружённый конфликт XVI-XVII веков, в котором Малаккский султанат при поддержке империи Мин, Голландской Ост-Индской компании (с 1607) и Джохора безуспешно сопротивлялся Португальской империи, стремившейся захватить Малакку и установить контроль над торговлей между Индией и Китаем[3].
- 1566—1609 — первый этап Нидерландской буржуазной революции (Восьмидесятилетняя война). Религиозно-идеологическая, политическая и социально-экономическая борьба Семнадцати провинций за независимость от испанского владычества[4].
- 1585—1604 — Англо-испанская война[5].
  - 1593—1603 — Девятилетняя война. Вооружённый конфликт между вождями ирландских кланов и английскими оккупационными войсками в Ирландии[6].
  - 18 апреля — морская битва при Блае[7].
- 1585—1598 — Восьмая гугенотская война[8].
  - 18 апреля — битва при Блае. Морское сражение в эстуарии реки Жиронда[9].
- 1591—1593 — завершилось восстание К. Косинского в Речи Посполитой[10].
  - 23—30 января — битва под Пяткой[11].
  - Начало года — войска Речи Посполитой во главе с князем Константином Острожским разбили Криштофа Косинского у города Пятки. Косинский подписал договор о прекращении борьбы. Казаки обратились к России с просьбой о принятии в подданство.
  - Май — Отряд Косинского разбит под Черкассами, а сам он погиб.
- 1592—1593 — закончились столкновения населения с войском в районах Эрзурума и Багдада.
- 1592—1598 — Японо-корейская война (Имдинская война)[12].
- 1593—1594 — Абдулла-хан II покорил Хорезм.
- 1593—1595 — началась Молдавская война магнатов, когда магнаты из Речи Посполитой вмешивались в дела Молдавии, соперничая с Габсбургами и Османской империей за господство над княжеством (известны как Могиляды)[13].
- 1593—1597 — началась Камбоджийско-испанская война[14].
- 1593—1606 — началась Долгая война (Тринадцатилетняя война)[15].
- Начало года — Китайско-корейские войска разбили японцев у Пхеньяна, освободили Пхеньян, затем всю северную и центральную Корею. Май — Их вступление в Сеул. Остаткам японских войск удалось отойти и закрепиться на южном побережье. Начало переговоров.
- Генрих IV принял католичество.
- Первое вооружённое столкновение между южно-монгольским княжеством и маньчжурами. Поражение монголов.

## Русское государство
Царствование: 1584—1598 — Фёдор Иванович
- 1590 — 1595 — Русско-шведская война[10]. 
  - Январь — подписано 2-летнее Ивангородское перемирие со шведами, закончившееся подписанием в 1595 году полноценного Тявзинского мирного договора[16].
- Фёдор Иванович направляет в Данию послами Григория Борисовича Васильчикова и думного дьяка Ивана Максимова для разграничения русских и датских владений[17].
- Прекращаются набеги войск Крымского ханства на Русское государство[18].
- 1593/94 — Аптекарский приказ, известен с этого времени, в качестве одного из дворцовых приказов[19].
- Пожалованы окольничеством: Туренин Иван Самсонович[20].
- На службу Государю выехали родоначальники дворянских родов: Тиньковы, Бакаевы и Гоггер[21].
- Местничество: Вяземский Иван Михайлович и Елецкий Иван Андреевич[22].

### Города и поселения
- Сообщение «Нового летописца» об основании городов (крепостей) Белгород, Оскол (Старый Оскол), Валуйки. По другим данным крепости Белгород и Оскол построены в 1596 году, а Валуйки в 1599 году)[23][24][25][26].
- Закончена постройка Земляного вала в Москве.
- Воеводою и князем Петром Ивановичем Горчаковым основан город Пелым[27].
- Воеводою Никифором Васильевичем Траханиотовым основан город Берёзов[27].
- 1593 — 1595 — перестраивалась, заложенная в 1586 году, крепость Тюмень (см. 1640 год)[28].
- У впадения реки Полуй в Обь, отрядами казаков, заложено зимовье (будущий г. Салехард) (см. 1499 и 1595 года)[29].
- Впервые в окладных книгах упоминается деревня Перевоз, принадлежавшая нижегородскому Печерскому Вознесенскому монастырю[30].
- Впервые упоминается казачий городок Бабей Верхние Раздоры (сов. г. Константиновск)[31].

### Акты и грамоты
- 7 октября — Указ о выдаче станичным головам, станичникам и вожам жалования за службу, изрон и полонов[32].

### Руководители приказов
| Года      | Приказ             | Ф,И,О главы                 | Примечания |
| --------- | ------------------ | --------------------------- | ---------- |
| 1577-1594 | Разрядный приказ   | Щелкалов Василий Яковлевич  |            |
| 1570-1594 | Посольский приказ  | Щелкалов Андрей Яковлевич   |            |
| 1584-1597 | Большого дворца    | Годунов Григорий Васильевич | Боярин     |
| 1586-1593 | Стрелецкий приказ  | Годунов Иван Васильевич     | Боярин     |
| 1593-1594 | Аптекарский приказ | Гаврилов Никифор            | Подьячий   |

## Начало правления
См. также: Список глав государств в 1593 году

## Родились

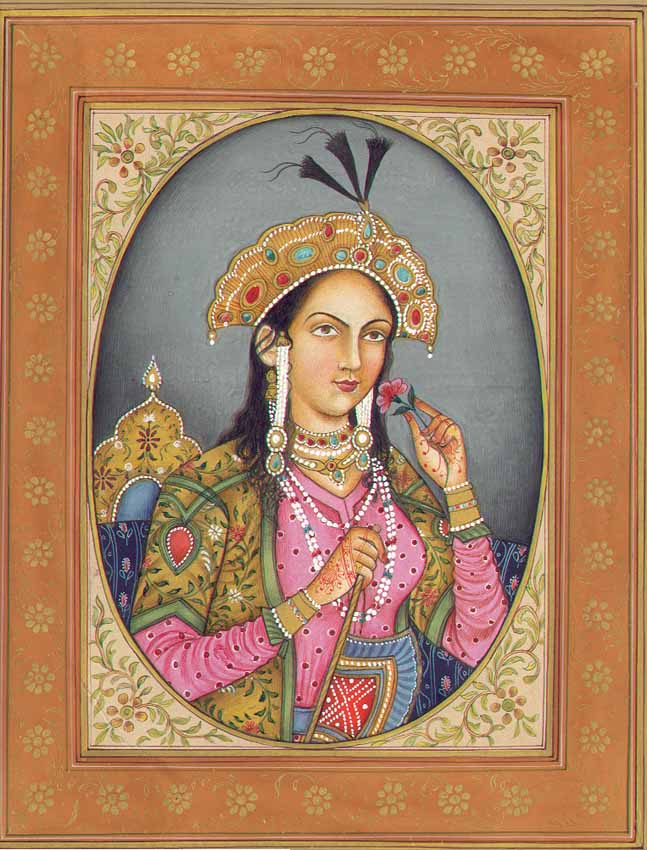
Изображение Мумтаз-Махал

См. также: Категория:Родившиеся в 1593 году
- Жан де Бребёф — католический святой, священник-иезуит, мученик.
- Джордж Герберт — английский писатель, один из самых значительных «Поэтов-метафизиков».
- Артемизия Джентилески — итальянская художница.
- Антони ван Димен — девятый генерал-губернатор Голландской Ост-Индии.
- Дьёрдь I Ракоци — трансильванский князь из венгерского кальвинистского рода Ракоци.
- Якоб Йорданс — фламандский художник.
- Жорж Дюмениль де Латур — лотарингский живописец.
- Маттеус Мериан — швейцарский художник, гравёр и издатель.
- Мумтаз-Махал — жена правителя империи Великих Моголов Шах-Джахана. После смерти Мумтаз-Махал, по приказу Шах-Джахана, в память о ней был построен мавзолей-мечеть Тадж-Махал — одна из главнейших достопримечательностей Индии.
- Николас Тульп — голландский хирург и мэр Амстердама.
- Тоётоми Хидэёри — японский самурай, полководец и глава клана Тоётоми, сын Тоётоми Хидэёси.
- Исаак Уолтон — английский писатель, наиболее известный как автор трактата о рыбной ловле «The Compleat Angler» («Искусный рыболов»), а также автор коротких биографий («Walton’s Lives»).

## Скончались

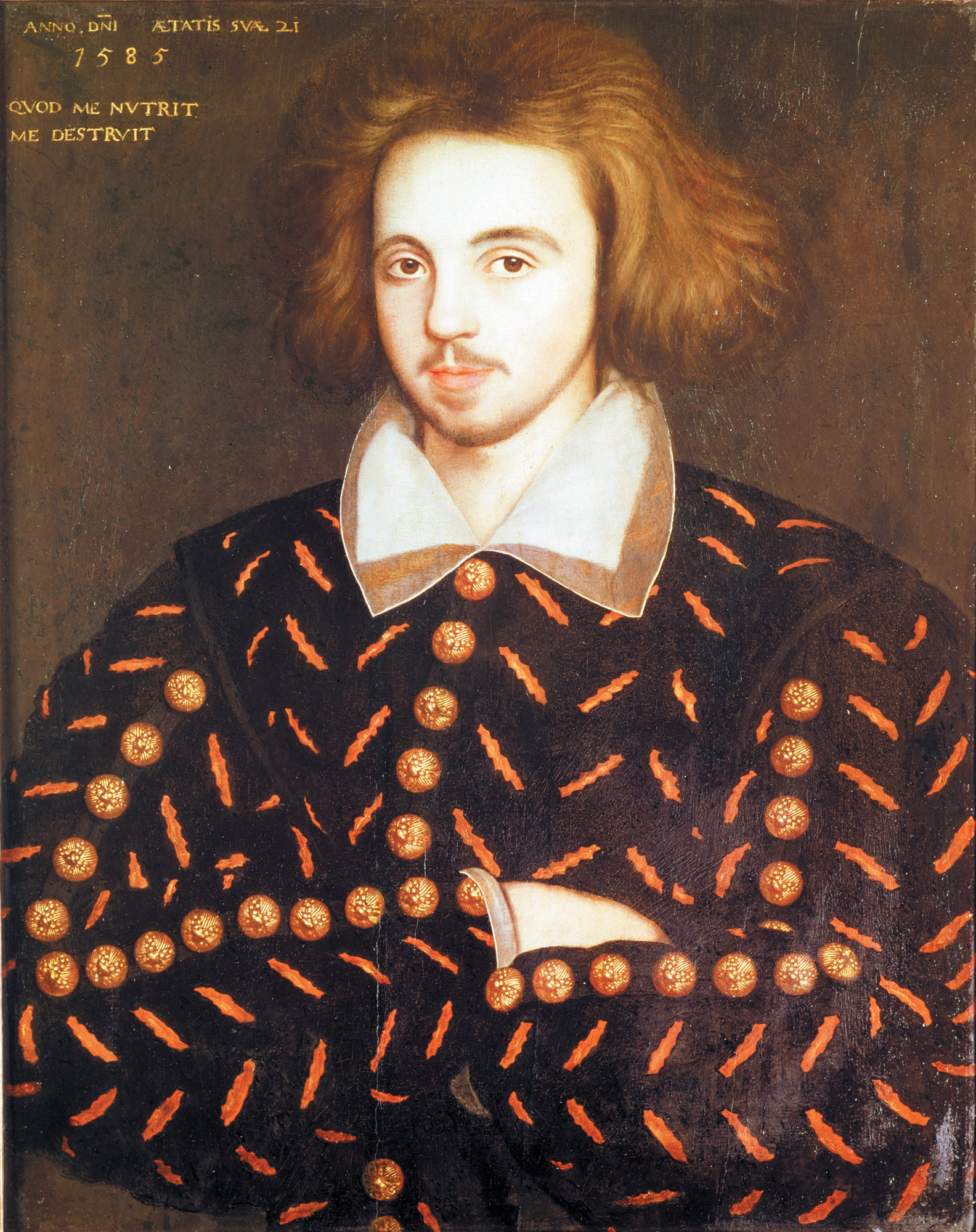
Изображение Кристофера Марло.

См. также: Категория:Умершие в 1593 году
- 6 (16), по другим данным 7 (17) мая — Мстиславский Иван Фёдорович, служилый князь с индивидуальным статусом, боярин (с 1549)[37].
- Жак Амио — французский писатель, переводчик и педагог.
- Джузеппе Арчимбольдо — итальянский живописец, декоратор, представитель маньеризма.
- Симон Будный — известный социнианский проповедник XVI века, гуманист, просветитель, церковный реформатор. Напечатал Новый Завет с комментариями и замечаниями, что стало первой во всемирной литературе попыткой радикальной рационалистической критики Евангелия. Поддерживал концепцию ограниченной, просвещённой монархии. Один из первых идеологов развития белорусской культуры на родном языке.
- Император Огимати — 106-й император Японии, правивший около 30 лет в 1557 (1560) — 1586 годах. Был достаточно энергичным правителем, активно занимаясь внутренней и придворной политикой.
- Ли Шичжэнь — китайский врач и фармаколог.
- Людвиг III — герцог Вюртемберга с 1568 по 1593 год, сын герцога Кристофа Вюртембергского.
- Кристофер Марло — английский поэт, переводчик и драматург елизаветинской эпохи.
- Матей Стрыйковский — польский историк, поэт и писатель и дипломат, католический священник (капеллан). Первый историограф Великого княжества Литовского[38].
- Чон Чхоль — корейский поэт.
- Эррера, Хуан де — испанский архитектор и учёный, представитель Позднего Возрождения, создатель «неукрашенного» стиля ренессансного зодчества.